# Norwegischer Fußballpokal der Männer 1961
Der norwegische Fußballpokal 1961 (kurz auch NM-Cup 1961 genannt) war die 56. Austragung des Fußballpokalwettbewerbs der Männer. Pokalsieger wurde Fredrikstad FK. Das Team setzte sich im Finale gegen den SK Haugar durch.

## 1. Runde
| Datum      |              | Ergebnis |                     |
| ---------- | ------------ | -------- | ------------------- |
| 20.05.1961 | Brann Bergen | 5:0      | Nordnes IL          |
| 21.05.1961 | Fram Skatval | 1:8      | Rosenborg Trondheim |
| 22.05.1961 | SFK Lyn Oslo | 11:10    | Sinsen IF           |
|            | Odds BK      | 2:3      | Urædd FK            |

- 60 weitere Spiele liegen nicht vor

## 2. Runde
| Datum      |               | Ergebnis |                     |
| ---------- | ------------- | -------- | ------------------- |
| 10.06.1961 | Nymark IL     | 0:4      | Brann Bergen        |
| 18.06.1961 | Brumunddal IL | 2:1      | SFK Lyn Oslo        |
| 21.05.1961 | Ranheim IL    | 1:2      | Rosenborg Trondheim |

- 29 weitere Spiele liegen nicht vor

## 3. Runde
| Datum      |                     | Ergebnis  |                   |
| ---------- | ------------------- | --------- | ----------------- |
| 06.08.1961 | Fredrikstad FK      | 5:2       | Vestfossen IF     |
|            | Moss FK             | 3:0       | Vålerenga Oslo    |
|            | Skeid Oslo          | 3:0       | Egersunds IK      |
|            | Ham-Kam             | 3:5       | Sarpsborg FK      |
|            | Lillestrøm SK       | 2:2 n. V. | Brumunddal IL     |
|            | Raufoss IL          | 4:2       | Lisleby FK        |
|            | Geithus IL          | 1:3       | Frigg Oslo FK     |
|            | FK Ørn              | 2:5       | SK Ulf            |
|            | Eik IF              | 0:2       | Asker SK          |
|            | Viking Stavanger    | 1:3       | SK Haugar         |
|            | SK Vard Haugesund   | 4:2       | Vindbjart FK      |
|            | Brann Bergen        | 4:0       | Stavanger IF      |
|            | IL Hødd             | 0:1       | FK Gjøvik Lyn     |
|            | SK Freidig          | 1:2       | Strømmen IF       |
|            | Rosenborg Trondheim | 1:0       | Aalesunds FK      |
|            | Steinkjer FK        | 4:1       | FK Kvik Trondheim |

### Wiederholungsspiel
| Datum      |               | Ergebnis |               |
| ---------- | ------------- | -------- | ------------- |
| 09.08.1961 | Brumunddal IL | 3:4      | Lillestrøm SK |

## 4. Runde
| Datum      |               | Ergebnis  |                     |
| ---------- | ------------- | --------- | ------------------- |
| 27.08.1961 | Frigg Oslo FK | 2:0       | SK Vard Haugesund   |
|            | Strømmen IF   | 0:3       | Brann Bergen        |
|            | SK Ulf        | 0:1 n. V. | Moss FK             |
|            | Sarpsborg FK  | 3:3 n. V. | Raufoss IL          |
|            | Steinkjer FK  | 6:1       | Lillestrøm SK       |
|            | SK Haugar     | 2:1       | Skeid Oslo          |
|            | Asker SK      | 0:1       | Rosenborg Trondheim |
|            | FK Gjøvik Lyn | 2:5 n. V. | Fredrikstad FK      |

### Wiederholungsspiel
| Datum      |            | Ergebnis |              |
| ---------- | ---------- | -------- | ------------ |
| 30.08.1961 | Raufoss IL | 1:0      | Sarpsborg FK |

## Viertelfinale
| Datum      |                     | Ergebnis |              |
| ---------- | ------------------- | -------- | ------------ |
| 10.09.1961 | Fredrikstad FK      | 4:1      | Moss FK      |
|            | Rosenborg Trondheim | 2:3      | Brann Bergen |
|            | Frigg Oslo FK       | 0:1      | SK Haugar    |
|            | Raufoss IL          | 2:5      | Steinkjer FK |

## Halbfinale
| Datum      |              | Ergebnis  |                |
| ---------- | ------------ | --------- | -------------- |
| 01.10.1961 | Brann Bergen | 0:1       | Fredrikstad FK |
|            | SK Haugar    | 1:0 n. V. | Steinkjer FK   |

## Finale
| Fredrikstad FK                              | Fredrikstad FK | SK Haugar | SK Haugar |
| ------------------------------------------- | --- | --- | --------- |
| Fredrikstad FK                              | \| Finale \| \| 22. Oktober 1961 in Oslo (Ullevaal-Stadion) \| \| Ergebnis: 7:0 (2:0) \| \| Zuschauer: 30.273 \| \| Schiedsrichter: Bjørn Borgersen \| \| Spielbericht \|               | \| Finale \| \| 22. Oktober 1961 in Oslo (Ullevaal-Stadion) \| \| Ergebnis: 7:0 (2:0) \| \| Zuschauer: 30.273 \| \| Schiedsrichter: Bjørn Borgersen \| \| Spielbericht \| | SK Haugar |
| Fredrikstad FK                              | Per Mosgaard – Kjell Andreassen, Tom Johannssen – Roar Johansen, Hans Jacob Mathisen, Reidar Kristiansen – Bjørn Borgen, Arne Pedersen, Per Kristoffersen, Rolf Olsen, Jan Aas          | Kjell Rasmussen – Arne Ness, Jan Undahl – Kåre Halvorsen, Arthur Sydnes, Bjørn Sundfør – Gudmund Sandvik, Paul Tofte, John Aspen, Alf Grindheim, Stein Alendal            | SK Haugar |
| Fredrikstad FK                              | 1:0 Bjørn Borgen (37.) 2:0 Rolf Olsen (43.) 3:0 Per Kristoffersen (47.) 4:0 Arne Pedersen (57.) 5:0 Per Kristoffersen (63.) 6:0 Reidar Kristiansen (67., Elfmeter) 7:0 Rolf Olsen (77.) | | SK Haugar |
| Finale                                      | | |           |
| 22. Oktober 1961 in Oslo (Ullevaal-Stadion) | | |           |
| Ergebnis: 7:0 (2:0)                         | | |           |
| Zuschauer: 30.273                           | | |           |
| Schiedsrichter: Bjørn Borgersen             | | |           |
| Spielbericht                                | | |           |